# Бернак (Тарн)
Бернак (фр. Bernac) насеље је и општина у јужној Француској у региону Миди Пирене, у департману Тарн која припада префектури Алби.
По подацима из 2011. године у општини је живело 179 становника, а густина насељености је износила 32,31 становника/km². Општина се простире на површини од 5,54 km². Налази се на средњој надморској висини од 181 метар (максималној 225 m, а минималној 174 m).

## Демографија
| 1962. | 1968. | 1975. | 1982. | 1990. | 1999. | 2011. |
| ----- | ----- | ----- | ----- | ----- | ----- | ----- |
| 170   | 175   | 169   | 146   | 136   | 159   | 179   |

График промене броја становника у току последњих година